# 1889年のメジャーリーグベースボール
以下は、メジャーリーグベースボール（MLB）における1889年のできごとを記す。
アメリカン・アソシエーションではブルックリン・ブライドグルームズ（後のドジャース）が初優勝し、ナショナルリーグではニューヨーク・ジャイアンツが2年連続2度目の優勝をした。
1888年のメジャーリーグベースボール - 1889年のメジャーリーグベースボール - 1890年のメジャーリーグベースボール

## できごと
ブルックリン・ブライドグルームズは、1883年にニューヨークの不動産業者と編集者とカジノ経営者とが投資グループを組んで創設された球団で、マイナーリーグを経て1884年にアメリカン・アソシエーションに加盟し、経営難の球団を買収しながらチーム力を強化していった。最初のシーズンが終わってから、この年に設立されたユニオン・アソシェーションの騒動のなかでナショナルリーグのクリーブランド・ブルースが破綻した際に選手を引き入れたことが、リーグ間の協定に違反するとしてナショナルリーグからアメリカン・アソシエーションにブルックリン・アスレティックス（翌年にグレイズに改称、1888年からブライドグルームズ）の除名を要求する一幕があったが、別の件（セントルイスのフランチャイズ権を侵した）でナショナルリーグにもリーグ間の協定に違反した事情があって双方痛み分けで、ブルックリンはアメリカン・アソシエーションに存続することができた。そして1888年には破綻したニューヨーク・メトロポリタンズを吸収し、セントルイス・ブラウンズ（現カージナルス）の主力投手だったボブ・カラザーズを獲得して、チーム生え抜きのアドニス・テリーとの両エースが健闘して、この年にアメリカン・アソシエーションでのリーグ初優勝となった。しかし翌1890年にはプレイヤーズ・リーグ創設の混乱の中でナショナルリーグに移り、ナショナルリーグで優勝して2年連続だが違うリーグでの連覇となった。

### 全米選手権
アメリカン・アソシエーション優勝チームブルックリン・ブライドグルームズと、ナショナルリーグ優勝チームニューヨーク・ジャイアンツが、シーズン終了後に全米選手権で対戦し、6勝3敗でニューヨーク・ジャイアンツが優勝した。

### 世界旅行
前年秋からシカゴ・ホワイトストッキングスの会長兼オーナーのアルバート・スポルディングが自身のチームの選手達と対戦相手として他のチームから選抜したオールアメリカンズを率いて出発し、ハワイ、オーストラリア、エジプト、イタリア、イギリスと渡る野球を普及させるためのスポルディングのアラウンド・ザ・ワールド・ツアーは1月にオーストラリアからセイロン島(現在のスリランカ)、その後2月にスエズ運河からエジプト、3月にイタリア、フランス、イギリスを訪問して半年間で13ヵ国、56試合を開催し、4月にアメリカに戻った。

### プレーヤーズ・リーグの設立
この世界旅行に行っている間に、1885年にジョン・モンゴメリー・ウォード（モンテ・ウォード）が主導して結成した選手組合と1887年のシーズン終了後に協定を結んだナショナルリーグの各球団のオーナーたちが、選手の年俸を制限する動きに出てきた。これは選手をA・B・C・D・Eの5段階に分けて、年俸を1500ドルから2500ドルまでに制限する内容であった。そしてこの1889年のシーズンに入ってからも選手たちの不満は高まった。彼らは連盟に不服を申し立てたがリーグの首脳部はシーズン終了までは如何なる交渉も応じられないとして拒否された。そこで選手組合は秘密の会合を重ねた結果、プレーヤーズ・リーグの設立を決意して、12月16日に選手組合主導の形でプレーヤーズ・リーグが誕生し、それぞれが同じ数の選手と経営者からなる中央運営委員会が統括してオーナー制を認めなかった。加盟都市はニューヨーク、ボストン、フィラデルフィア、ブルックリン、シカゴ、ピッツバーグ、クリーブランド、バファローの8都市であった。

### 規則の改訂
- 1879年にボール(九球)を打者が見逃せば、1塁に自動的に出塁できるとしたルールは、その後(八球)（六球）（五球）と1880年代に順次ボールの数が減らされていったが、ついにこの年に（四球）となり、以降フォアボールとして現在まで至っている。
- 1889年9月10日、ナショナルリーグのニューヨーク・ジャイアンツの試合で、試合中の負傷により打席に立てなくなったジャイアンツの投手の代打として同じ投手のミッキー・ウェルチが打席に立った。これが「メジャーリーグ史上最初の代打」の記録となった。この年から選手が試合中に負傷するなど、打席に立てなくなった場合にのみ代打が認められるとルール改正があり、ウェルチはこのルールの適用第1号となったのである。なお現在のように怪我などをしていない選手に代打を出せるルールになったのは1892年のことである。

## 最終成績
| 順 | チーム                             | 勝利 | 敗戦 | 勝率 | G差  |
| -- | ---------------------------------- | ---- | ---- | ---- | ---- |
| 1  | ブルックリン・ブライドグルームズ   | 93   | 44   | .679 | --   |
| 2  | セントルイス・ブラウンズ           | 90   | 45   | .667 | 2.0  |
| 3  | フィラデルフィア・アスレチックス   | 75   | 58   | .564 | 16.0 |
| 4  | シンシナティ・レッドストッキングス | 76   | 63   | .547 | 18.0 |
| 5  | ボルチモア・オリオールズ           | 70   | 65   | .518 | 22.0 |
| 6  | コロンバス・ソロンズ               | 60   | 78   | .435 | 33.5 |
| 7  | カンザスシティ・カウボーイズ       | 55   | 82   | .402 | 38.0 |
| 8  | ルイビル・カーネルズ               | 27   | 111  | .196 | 66.5 |

| 順 | チーム                           | 勝利 | 敗戦 | 勝率 | G差  |
| -- | -------------------------------- | ---- | ---- | ---- | ---- |
| 1  | ニューヨーク・ジャイアンツ       | 83   | 43   | .659 | --   |
| 2  | ボストン・ビーンイーターズ       | 83   | 45   | .648 | 1.0  |
| 3  | シカゴ・ホワイトストッキングス   | 67   | 65   | .508 | 19.0 |
| 4  | フィラデルフィア・クエイカーズ   | 63   | 64   | .496 | 20.5 |
| 5  | ピッツバーグ・アレゲニーズ       | 61   | 71   | .462 | 25.0 |
| 6  | クリーブランド・スパイダーズ     | 61   | 72   | .459 | 25.5 |
| 7  | インディアナポリス・フージャーズ | 59   | 75   | .440 | 28.0 |
| 8  | ワシントン・ナショナルズ         | 41   | 83   | .331 | 41.0 |

## 個人タイトル

### アメリカン・アソシエーション
| 項目   | 選手                     | 記録 |
| ------ | ------------------------ | ---- |
| 打率   | トミー・タッカー (BAL)   | .372 |
| 本塁打 | バグ・ホリデイ (CIN)     | 19   |
| 本塁打 | ハリー・ストービー (PHA) | 19   |
| 打点   | ハリー・ストービー (PHA) | 119  |
| 得点   | マイク・グリフィン (BAL) | 152  |
| 得点   | ハリー・ストービー (PHA) | 152  |
| 安打   | トミー・タッカー (BAL)   | 196  |
| 盗塁   | ビリー・ハミルトン (KCC) | 111  |

| 項目   | 選手                         | 記録  |
| ------ | ---------------------------- | ----- |
| 勝利   | ボブ・カラザーズ (BRO)       | 40    |
| 防御率 | ジャック・スティベッツ (STL) | 2.25  |
| 奪三振 | マーク・ボールドウィン (COL) | 368   |
| 投球回 | マーク・ボールドウィン (COL) | 513.2 |
| セーブ | トニー・マレーン (CIN)       | 5     |

### ナショナルリーグ
| 項目   | 選手                         | 記録 |
| ------ | ---------------------------- | ---- |
| 打率   | ダン・ブローザース (BSN)     | .372 |
| 本塁打 | サム・トンプソン (PHI)       | 20   |
| 打点   | ロジャー・コナー (NYG)       | 130  |
| 得点   | マイク・ティアマン (NYG)     | 147  |
| 安打   | ジャック・グラスコック (IND) | 205  |
| 盗塁   | ジム・フォガティ (PHI)       | 99   |

| 項目   | 選手                       | 記録  |
| ------ | -------------------------- | ----- |
| 勝利   | ジョン・クラークソン (BSN) | 49    |
| 防御率 | ジョン・クラークソン (BSN) | 2.73  |
| 奪三振 | ジョン・クラークソン (BSN) | 284   |
| 投球回 | ジョン・クラークソン (BSN) | 620.0 |
| セーブ | ビル・サウダーズ (BSN/PIT) | 3     |

## 参考
- ナショナルリーグ順位表
- アメリカン・アソシエーション順位表